# First Utterance
First Utterance est un album du groupe Comus sorti en 1971. 

## Description
First Utterance est le premier album de Comus qui s’est formé quelques années auparavant. L’album se démarque par un style très particulier difficile à classifier qui témoigne de l’identité sonore singulière de ce groupe. La musique est presque entièrement acoustique avec une prédominance de guitares, notamment 12 cordes, joués tour à tour en picking ou en violents battements. S’ajoute aux guitares un violon, une basse électrique, une flûte, un hautbois et des percussions, seul instrument rythmique en l’absence d’une batterie. Les voix sont par ailleurs la grande particularité du groupe qui allie le chant agressif et animal de Roger Wootton à la voix féminine angélique de Bobbie Watson,,.
L’atmosphère dégagée par la musique est généralement sombre et mystérieuse, il en est de même pour les paroles et les thèmes abordés. Diana décrit le danger du désir insatiable de chasteté à travers un mythe gréco-romain, Drip Drip mélange meurtres brutaux et érotisme gothique, The Bite parle de martyres chrétiens et The Prisoner traite de maladie mentale. Song To Comus référence le personnage Comus, qui a donné son nom au groupe et apparaît dans le masque de John Milton, et représente un démon enchanteur qui tente la chasteté des jeunes vierges. 

## Réception
L’album est un flop commercial et critique à sa sortie, Roger Wootton explique ainsi cet échec :  « On avait le mauvais producteur et on était tous très naïf à propos d’enregistrement. Le label ne semblait pas comprendre qui nous étions. Ils ont pressé un nombre limité de copies et ne l’ont pas bien distribué. On n’avait pas de promotion et l’album est devenu un flop. » 
Depuis, l’album a acquis une nouvelle reconnaissance notamment grâce à internet et est aujourd’hui considéré comme culte par de nombreux fans,.

## Influence
L’album a eu une influence notable sur le leader du groupe suédois Opeth, Mikael Akerfeldt. Le titre de l'album My Arms, Your Hearse est tiré des paroles du morceau Drip Drip et le morceau The Baying Of The Hounds de l’album Ghost Reveries tire son titre des paroles du morceau Diana,.

## Musiciens
- Roger Wootton – Guitares acoustiques, chant
- Andy Hellaby – Basses, chœurs
- Bobbie Watson – Chant et chœurs, percussions
- Glenn Goring – Guitares, chœurs
- Colin Pearson – Violon, violoncelle
- Rob Young – Flûte, hautbois

## Pistes
1. Diana (Pearson) (4:37)
2. The Herald (Wootton, Hellaby, Goring) (12:12)
3. Drip Drip (Wootton) (10:54)
4. Song To Comus ( Wootton) (7:30)
5. The Bite (Wootton) (5:26)
6. Bitten (Hellaby, Pearson) (2:15)
7. The Prisoner (Wootton) (6:14)